# Kasabian
Kasabian est un groupe de rock indépendant britannique, originaire de Countesthorpe, près de Leicester, en Angleterre. Formé en 1997, le groupe est mené par le chanteur Tom Meighan et le guitariste Sergio Pizzorno. Le désormais quatuor connaît un succès international depuis la sortie de leur premier album studio. Longtemps considérés comme les successeurs d'Oasis et souvent comparés au groupe de Manchester pour leur musique et leur arrogance, ils se sont aujourd'hui écartés de la musique de leurs ainés et sont désormais considérés comme l'avenir de la britpop.
Après deux premiers albums studio, Kasabian en 2004 et Empire en 2006, au son proche des Stone Roses, des Happy Mondays et de Primal Scream, les deux suivants, West Ryder Pauper Lunatic Asylum en 2009 et Velociraptor! en 2011, viennent plus chercher racine du côté des Beatles et des Rolling Stones, proposant des chansons aux influences multiples allant du rock indépendant à l'electronica en passant par le glam rock, les sonorités orientales, le hip-hop, le krautrock, la dance, le psychédélique, ou encore le garage rock. Ils sont de retour en 2014 avec leur cinquième album intitulé 48:13, puis For Crying Out Loud en 2017 et The Alchemist's Euphoria en 2022.
En tête d'affiche de plusieurs festivals britanniques chaque été, Kasabian collectionne les nominations et les récompenses, étant élu par deux fois « Meilleur groupe britannique » en 2010 et 2012, respectivement aux Brit Awards et aux NME Awards. Par ailleurs, leurs quatre premiers albums studio et leur premier album live, Live from Brixton Academy, sont tous au minimum disque de platine au Royaume-Uni. En dehors de l'album Kasabian, qui s'est classé 4e, les autres ont été en tête des ventes d'albums outre-Manche à leur sortie. Un deuxième album en concert, intitulé Live!, est sorti à l'été 2012.

## Biographie

### Débuts sous Saracuse (1995–2002)

#### Formation et débuts

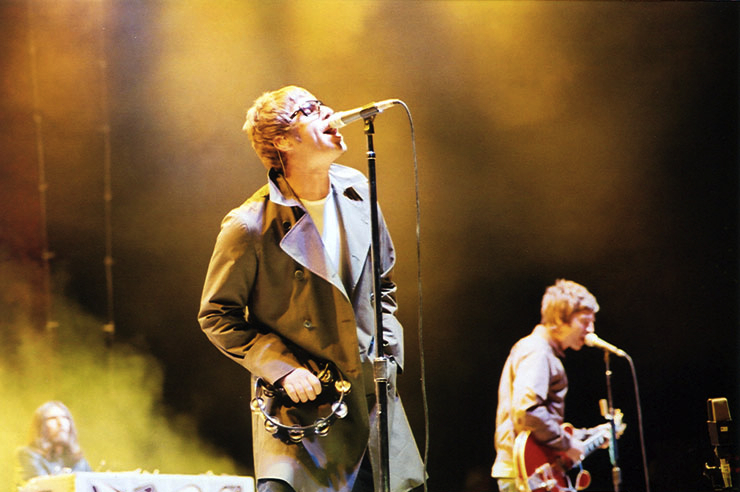
Les frères Gallagher et Oasis en général, première source d'inspiration pour le groupe.

Au milieu des années 1990, deux lycéens du Community College de Countesthorpe, Sergio Pizzorno et Chris Edwards, partagent la même passion pour la musique, qui les conduit à former un groupe avec Ben Kealy à la batterie et le meilleur ami de Pizzorno au chant, tous deux étudiants aussi dans le même établissement scolaire. Malgré les efforts de Pizzorno, le quatuor ne répète jamais. Ce dernier fait alors appel à Tom Meighan, un ami commun du Community College, pour prendre la place de chanteur. La formation joue lors de rassemblements de fans d'Oasis. Ils répètent dans le parc du village voisin de Blaby et donnent leur premier véritable concert en 1997, dans les locaux du Blaby Football Club. Le spectacle fait à la fois figure de soirée d'adieu pour la mère d'Edwards, qui a décidé de déménager à Londres, et de fête d'anniversaire pour « quelqu'un ». Équipés d'une batterie et d'amplis à guitare, les quatre jeunes hommes jouent six ou sept chansons avec deux minutes de coupure entre chaque, Pizzorno en profitant notamment pour réaccorder sa guitare dans « un bruit terrible ». À la suite de cette prestation « douteuse », le groupe comprend qu'un guitariste supplémentaire est nécessaire pour renforcer sa musique. Les membres proposent alors à Chris Pratt, une connaissance du Community College, de se joindre à eux. Originaire de Blaby, Pratt joue dans un groupe de reprises d'Oasis et autres classiques britpop depuis 1994. Il accepte de les rejoindre, mais souhaite qu'on l'appelle désormais Chris Karloff.
Le quintette adopte alors le nom de Saracuse et commence à tourner dans les Midlands, notamment à Wolverhampton, Dudley, Birmingham et Nottingham, car les musiciens sont trop jeunes pour conduire et sont donc limités dans leurs déplacements. En parallèle, ils se voient quatre fois par semaine pour répéter et écrire de nouveaux morceaux, bien qu'ils ne sachent pas encore quel type de musique ils souhaitent créer. Pizzorno décrit ces premières compositions comme étant « très inspirées des Beatles et des Who ». Avec son salaire (il travaille chez Asda), Karloff s'offre une Volvo 340, « une vraie voiture de vieux monsieur », qui permet au groupe de transporter son équipement à partir de la fin de l'année 1997. De plus, Scott Gilbert, propriétaire du studio Bedrock de Leicester, aide la mère d'Edwards à obtenir son Equity Card (en) avant son déménagement à Londres ; en échange de quoi le jeune homme l'aide à produire des livres audio pour enfants. Cela permet aussi au groupe de bénéficier gracieusement de la structure, qu'ils utilisent régulièrement pour enregistrer quelques-uns de leurs morceaux tout au long de l'année suivante.
Grâce à ces sessions en studio, ils peuvent travailler leur son, explorer de nouvelles voies musicales et améliorer le jeu du groupe d'une façon générale. Ils produisent ainsi une première démo de quatre chansons pour le réveillon de Noël 1998 : What's Going On, Interlude, Life on Luxury et Shine On. Mettant en avant le talent du groupe pour la composition, ce premier disque leur permet d'entrer un peu plus dans le monde professionnel de la musique.

#### Premiers succès
En effet, c'est à partir de ce moment-là qu'ils engagent Alan Rawlings, musicien de la vague new wave, comme manager et que des journalistes commencent à les suivre. L'un d'entre eux, Ben Cole, assiste à deux de leurs concerts à Leicester, un au Princess Charlotte et l'autre au Shed le 22 septembre 1999 ; il en tire des articles à leur avantage pour le magazine City Lights. Au cours de l'année 1999, Saracuse retourne au studio Bedrock pour y enregistrer de nouveaux titres : Angels, Highest Number, Ten Past Three, In and Out Satellite, Lucy in the Sky with Diamonds, Dirty Dishes et une version acoustique de Waiting for You Now. Une troisième session en studio suit rapidement, où ils mélangent morceaux complets et chansons acoustiques.
Gilbert décrit le groupe comme « se cherchant encore », puisque les titres sont souvent proches des classiques d'Oasis, des Who ou encore des Beatles. The Federation, The Warrior, Comeback Down, Just Relax, Keep It Safe, Sniffing Glue, Pump It Up, Excuse to Get Wasted, Get Around, Stupid, Nothing Matters et You Won't Forget Me, la version longue de Waiting for You Now, sont enregistrés au cours de celle-ci. Ils commencent également à s'intéresser aux possibilités qu'offre le studio et font plus d'efforts dans la production de leur musique. En parallèle, Alan Hawkins diffuse les différentes démos produites par le quintette, ainsi que l'enregistrement du concert au Princess Charlotte, à ses contacts.
Le 26 février 2000, Edwards organise à Leicester une journée nommée Red Leicester au De Montfort Hall pour célébrer les musiciens locaux. Au cours de l'événement, Saracuse joue sur scène aux côtés d'une trentaine de groupes tels The Wrinkly Pink Catsuits, A.K.A. Weave (premier groupe du guitariste Kav Sandhu, de Happy Mondays), Last Man Standing ou encore The Incurables. Par la suite, une compilation des différents artistes présents ce jour-là est publiée.
Le 21 septembre, le quintette retourne au studio Bedrock pour y produire de nouvelles chansons plus expérimentales. L'influence de Can, de Tangerine Dream, des Beastie Boys, de Stereophonics et de la musique électronique se fait plus présente lors de cette session. Ils enregistrent Some Fingz in My Jeans, Somewhere Nowhere, Sun Ain't Gonna Shine, Rain, Same Old Story, Lost Soul, la version finale de Wait for You Now et une version funk de Comeback Down. Lorsqu'ils rejouent au Princess Charlotte à la fin de l'année 2000, plusieurs journalistes déjà présents lors de leur première représentation dans la salle notent l'évolution de leur musique. Pour Ben Cole, « le groupe prenait forme ».

#### Changements
En 2001, plusieurs changements interviennent au sein du groupe. Ainsi, Edwards stoppe son travail d'assistant au studio Bedrock pour devenir ingénieur en communication, privant le quintette du peu de temps libre que leur offrait le studio d'enregistrement. Cette année marque surtout le départ de Ben Kealy, qui s'intéresse davantage aux courses de voitures qu'à la musique : il achète une Audi et décide de quitter Saracuse. Le désormais quatuor continue à chercher un label et à explorer de nouvelles voies en s'inspirant de Primal Scream et des westerns spaghettis de Sergio Leone, et de la Trilogie du dollar notamment. Ils assistent également à la montée de l'electronica, des raves et des drogues qui y circulent. Dans une interview à la journaliste Hannah Hamilton, Pizzorno estime que « l'electronica a toujours manqué d'âme et de virulence, tandis qu'aujourd'hui, le rock 'n' roll manque d'imagination. Du coup, mélanger les deux devrait donner quelque chose d'assez intéressant ». La décision de « mélanger les deux », peut-être dictée par l'absence de batteur dans le groupe, est déterminante pour la suite de leur carrière.
En effet, lorsque le groupe se rend au Bink Bonk, un studio à Bristol, pour tester ses nouvelles velléités musicales en fin d'année, la session dirigée par le producteur Mat Sampson est fortement influencée par l'album Second Coming des Stone Roses, et dans une moindre mesure par Happy Mondays. Ils s'attachent également les services du batteur Ian Matthews, connu pour sa formation de jazz et trip hop Ilya, pour enregistrer Beneficial Herbs, une nouvelle version de Rain of My Soul (anciennement Rain), mais aussi un prototype de la future Processed Beats. Cette démo, envoyée à Sony BMG par Alan Rawlings, ainsi qu'à Neil Ridley, un ami musicien du groupe qui parcourt la région à la recherche de nouveaux talents pour la major, permet à Saracuse de signer son premier contrat avec le label dans les semaines qui suivent.
Avec ce contrat en poche, le groupe se réunit au printemps 2002 pour composer et enregistrer de nouvelles chansons dans une ferme sur les bords de Rutland Water, un lac artificiel dans le sud du Leicestershire près d'Oakham. Comme à son habitude, Karloff emmène un livre. Celui-ci traite des meurtres commis par la Manson Family dans les années 1960 et mentionne Linda Kasabian, un membre de la Family qui choisit de témoigner contre Manson pour échapper aux poursuites. C'est également l'époque où le groupe Family, originaire de Leicester, connaît un certain succès au Royaume-Uni. Cette homonymie amuse Karloff, qui propose de changer le nom du groupe de Saracuse pour Kasabian. Les autres membres acceptent.

### Changement de nom etKasabian(2003–2005)

#### Un batteur difficile à dénicher
Kasabian poursuit son travail de composition et d'enregistrement dans la ferme près de Rutland Water. Ash Hannis, un visiteur régulier des lieux, remarque que la formation s'inspire en grande partie de musiques de films de tous genres. Il s'attend à ce qu'elle produise un son proche de celui d'Oasis et de la vague britpop, et s'étonne de la variété apportée par la très forte influence de Primal Scream et des Happy Mondays sur le groupe. Hannis est convaincu qu'il possède un grand potentiel et devient leur ingénieur du son en concert.
Neil Ridley s'inquiète que le groupe n'ait toujours pas de batteur et leur propose Alex Thompson, un de ses amis batteurs professionnels. Les quatre jeunes hommes acceptent de lui faire passer une « audition » pendant une journée. Celle-ci se déroule sans accroc, sa batterie s'accorde bien avec les autres instruments, mais aucun des membres du groupe n'a l'impression que la magie opère. Ils décident donc d'en rester là. Kasabian s'en remet alors pendant un temps à leur vieil ami, le DJ Daniel Ralph Martin, qui a débuté depuis peu la batterie. À l'heure de parler d'album, leur A&R Nick Raymonde considère qu'ils ont également besoin d'un producteur, car Pizzorno ne peut exercer cette fonction tout en étant au sein du groupe. Ils font donc appel à Garret « Jacknife » Lee pour remplir ce rôle, qui a notamment réalisé une chanson de la musique du film 28 jours plus tard. Ils discutent dans un premier temps de l'orientation vers laquelle ils veulent se diriger, des instruments qu'ils comptent garder et du problème de batteur, car dès la première session, Jacknife Lee remarque la pauvreté du jeu de Martin. Pour « être un groupe sérieux », ils proposent à son enseignant et musicien de Kosheen, Mitch Glover, de prendre sa place. Glover fait ses débuts sur scène avec Kasabian à la gare ferroviaire centrale de Wrexham en janvier 2003. Son expérience et les conseils du producteur portent leurs fruits : le groupe commence à se faire un nom auprès du public et de la presse. Cependant, les relations du groupe avec Jacknife Lee se détériorent après le départ de Raymonde de Sony BMG, d'autant que le label les presse de finir leur album : les membres du groupe trouvent que Lee « changeait un peu trop leur musique ». Ce dernier met alors un terme à leur collaboration pour rejoindre Snow Patrol aux studios Britannia Row de Londres, et le groupe fait part à la major de leur intention de produire eux-mêmes leur album.
Alors qu'ils ont presque terminé celui-ci, ils demandent à Sony BMG de leur trouver un producteur pour le mixer. Le label fait alors appel à Jim Abbiss. Le rendu sur le morceau Club Foot, le premier sur lequel il travaille, plait au groupe. Les membres décident donc de le garder pour achever les autres chansons. Kasabian profite de cette période pour remonter sur scène et tester ses titres devant un public, dans ce qu'Ash Hannis décrit comme « leurs premiers vrais gros concerts », avec notamment des passages à Coventry, Leicester et Glasgow. Ils se trouvent également un logo. Grâce à leur démo intitulée Kasabien, qui comporte la version de Processed Beats enregistrée au Bink Bonk et celles de Rain in My Soul et de Gone So Far du Bedrock, certains journalistes musicaux rédigent un article sur eux. En parallèle, Kosheen prend également de l'ampleur et entame une tournée majeure au Royaume-Uni. Mitch Glover est dans l'obligation de quitter Kasabian pour y participer, mais enseigne à son jeune frère ce qu'il faut pour que ce dernier prenne sa place. Une audition lui est donc proposée à la ferme en août. Une quinzaine d'autres batteurs sont mis à l'épreuve la semaine suivante à Londres, mais c'est Ryan Glover qui obtient le poste. Il arrête alors l'école, quitte son groupe et son travail, et va rejoindre ses nouveaux compagnons dans la capitale anglaise pour répéter avec eux. Sa première apparition sur scène se fait au Patti Pavilion, le 5 septembre 2003 à Swansea,.

#### Première démo et multiplication des concerts

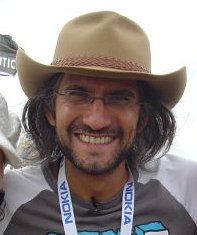
Eddy Temple-Morris a fortement œuvré pour Kasabian à leurs débuts.

Le 10 novembre, ils publient leur première démo officielle : Processed Beats, tirée à un peu plus de 1 000 exemplaires en vinyle 10" et CD présentant Stealth, un homme mystérieux surnommé Kasabian Man dont le visage est masqué par un foulard, sur la pochette,. La démo est envoyée à différents médias, dont le New Musical Express, et Kasabian en fait la promotion dans une mini-tournée en première partie de The Cooper Temple Clause. Sony BMG, optant pour une stratégie à l'américaine, décide d'inviter les fans les plus fervents du groupe lors du concert du 22 novembre au Shepherd's Bush Empire, à Londres. Réunis sous l'appellation The Movement, ils se voient demander de coller des autocollants à l'effigie de la formation ou du Kasabian Man un peu partout dans le Royaume-Uni pour faire parler du groupe,. Eddy Temple-Morris, animateur sur XFM, découvre la démo de Kasabian et l'apprécie instantanément. Il invite donc le groupe à l'une de ses soirées Kill All Hippies pour qu'ils jouent et discute ainsi avec Karloff. Leur performance, et notamment celles de Pizzorno et Meighan, est louée par le DJ : « c'est un groupe de rock que vous pouvez jouer en club […], le genre de groupes qui inspirent presque une dévotion religieuse, comme Manic Street Preachers. The Movement est d'ailleurs un très bon moyen de galvaniser les foules ». Grâce à ce soutien de taille, le quintette franchit une nouvelle étape dans sa jeune carrière et aborde 2004 avec quelques passages à la radio.
Avec cette nouvelle année, Kasabian multiplie les concerts en janvier et février, dont un organisé par Eddy Temple-Morris le 19 février au Cargo de Londres. Grâce au titre L.S.F. (Lost Souls Forever), qui figure parmi les musiques du jeu vidéo de football FIFA Football 2004, et également en première partie de Black Rebel Motorcycle Club, le groupe commence à attirer l'attention des médias et des artistes : le magazine The Fly rédige un article complet sur eux, Liam Gallagher d'Oasis félicite Meighan en personne le 18 février au Death Disco, le club d'Alan McGee, et Karloff donne une interview au magazine Clash. Peaufinant leur album avec Jim Abiss, ils publient leur premier single, Reason Is Treason, le 23 février 2004 en édition limitée sur vinyle 10" et avec le Kasabian Man en couverture. Un clip vidéo est même réalisé par Scott Lyon pour l'accompagner. Alors qu'ils se donnent au maximum à chaque spectacle, produisant des performances régulières et de bonne qualité, ils profitent de cette nouvelle attention pour répondre à chaque fois à une interview avec le magazine, qu'il soit spécialisé, local ou étudiant, qui s'est déplacé pour les rencontrer. Après une soirée au King Tut's Wah Wah Hut le 27 février, ils rencontrent quelques difficultés avec leur vieux van pour partir de Glasgow,. Et c'est finalement pour la dernière date, le 7 mars, que le véhicule rend l'âme du côté de Leicester alors qu'ils devaient se rendre à Southampton.
Alors que les critiques sont positives à leur égard, le single Club Foot est prêt à être publié. Ils partent donc à Budapest pour tourner le clip de la chanson avec W.I.Z., un réalisateur connu pour avoir travaillé avec The Chemical Brothers, Manic Street Preachers ou encore Ian Brown. Filmée le 11 mars 2004 autour d'un scénario se déroulant dans un camp de l'armée russe, la vidéo se fait sans Ryan Glover, resté à Southampton car il ne possède pas de passeport. Les liens entre lui et le reste du groupe s'en trouvent brisés et c'est son frère Mitch qui récupère sa place. Le single, sorti le 10 mai, accède pour la première fois au classement britannique des ventes de singles et y atteint la 19e place,. Le titre, notamment mis en avant par la version dont la voix est mixée par Jagz Kooner, fait ensuite son apparition sur la BBC Radio 1 dans les émissions de Zane Lowe, Jo Whiley (en) et Annie Mac (en). Peu après, ils ouvrent pour The Who, à leur demande, le 7 juin au National Indoor Arena de Birmingham et le 10 juin au Cardiff International Arena,,. Cette popularité amène le groupe à participer à une grande majorité des principaux festivals du Royaume-Uni,,. Ainsi, ils jouent au Glastonbury Festival, au T in the Park, au V Festival,, aux Reading and Leeds Festivals, et même au Summer Sonic Festival dans les villes d'Osaka et Tokyo, au Japon,,.

#### Stabilisation de la formation et sortie deKasabian
Alors que l'attente de la presse et des fans devient de plus en plus longue, Kasabian sort son troisième single, L.S.F. (Lost Souls Forever), le 9 août 2004. Proposant « une grosse orchestration et un gros refrain », Pizzorno estime que cette chanson possède « des choses qui manquent dans la musique en général ». Temple-Morris doit se débattre avec XFM pour pouvoir diffuser un des titres de la formation tandis que les membres du Movement font la promotion du dernier paru, celui-ci se classant 10e de l'UK Singles Chart dès sa première semaine,,. Sachant pertinemment que Ryan Glover ne restera pas indéfiniment, les quatre autres musiciens contactent Ian Matthews, qui avait participé à la session du Bink Bonk, pour stabiliser définitivement la formation. Celui-ci, ne voyant pas d'évolution dans la musique d'Ilya, accepte et décide de s'investir totalement dans ce nouveau projet.
Kasabian publie le 6 septembre son premier album sur RCA Records, une filiale américaine de Sony BMG, résultat des « diverses sessions studio, brouillons, approches musicales » réalisées avec les différents batteurs qui se sont succédé. Fruit de l'enregistrement de Jacknife Lee dans la ferme près de Rutland Water et du mixage de Jim Abbiss, cet album est décrit par Pizzorno comme « très ambitieux, […] parce que c'est un premier album et que c'est toujours quelque chose d'épique ». Le disque réussit l'exploit de rentrer directement à la 4e place du classement britannique des ventes d'albums, suscitant au passage de bonnes critiques dans la presse spécialisée. Ainsi, ils font la une de multiples magazines et le Q les nomme dans la catégorie « Meilleur nouveau groupe » pour les Q Awards 2004,. En dix jours, Kasabian est certifié disque d'or au Royaume-Uni. En parallèle, ils commencent le 9 septembre une tournée à travers le pays à la Scala de Londres, qui s'achève le 23 octobre à York, en passant par Leeds, Édimbourg ou encore l'Astoria,.

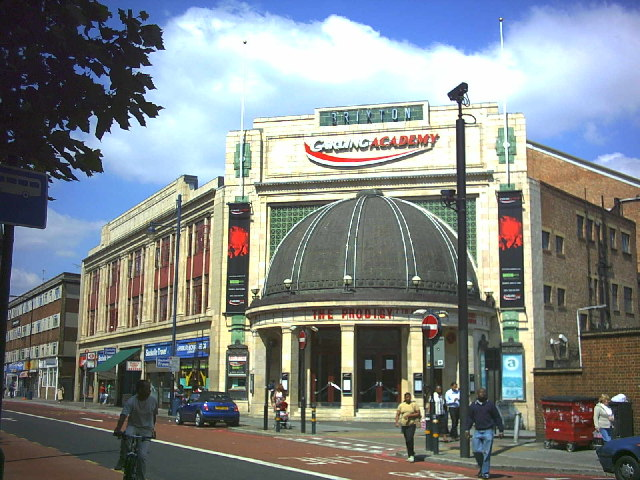
Kasabian enregistre Live from Brixton Academy le 15 décembre 2004 à la Carling Brixton Academy, jour du de Sergio Pizzorno.

Après la nouvelle sortie de Processed Beats le 11 octobre, qui atteint la 17e place au classement britannique des ventes de singles, le groupe joue dans quelques grandes villes d'Europe, telles que Bruxelles, Amsterdam ou Berlin, avant de retourner au Japon début novembre pour une série de six concerts afin de promouvoir l'EP homonyme au single,,. En prévision de la future parution de Cutt Off, ils tournent le clip de la chanson avec Simon Willows, avant de s'envoler pour New York et de donner un unique spectacle le 19 novembre au Bowery Ballroom,. Kasabian fait également pour la première fois la couverture du NME, enchaînant les concerts, dont les Rencontres Trans Musicales de Rennes le 3 décembre, avant de terminer la tournée à la Carling Brixton Academy le 15, pour le 24e anniversaire de Pizzorno,.
Kasabian continue sur sa lancée en 2005, publiant le single Cutt Off le 3 janvier, celui-ci obtenant une 8e place à l'UK Singles Chart, soit leur meilleure performance,. Au même moment, Kasabian devient disque de platine, tandis que le groupe est nommé aux Brit Awards dans les catégories « Meilleur Groupe Britannique », « Meilleur groupe britannique sur scène » et « Meilleur groupe britannique de rock » et aux NME Awards dans les catégories « Meilleur Groupe Britannique » et « Meilleur nouveau groupe ». Bien qu'il ne remporte aucun trophée,,, les musiciens n'en sont pas pour autant déçus, considérant que c'est un bon début, et continuent de répondre aux différentes sollicitations médiatiques, allant même au Japon juste pour un weekend pour jouer à Tokyo et Chiba les 4 et 5 février,,.
Afin d'étendre leur succès, ils traversent l'Atlantique pour se produire dans les plus grandes villes américaines et canadiennes de la mi-février à la mi-mars, prenant notamment part au SXSW, puis reviennent au Royaume-Uni pour la réédition des singles Cutt Off et Club Foot le 17 avril et une série de concerts à la fin du mois. Ils repartent ensuite en Amérique du Nord jusqu'à la mi-juin dans le même but que lors de leur premier séjour, avec un passage au Coachella le 1er mai. Cependant, le groupe se rend compte que la ferveur n'est pas la même que chez eux et que les salles sont bien moins remplies. Kasabian revisite à l'été la plupart des festivals auxquels ils avaient participé en 2004 (Glastonbury, T in the Park, Reading and Leeds Festivals, et Summer Sonic,,), ajoutant l'Oxegen et Benicasim à leur liste,.
Le 4 juillet, ils mettent à disposition en téléchargement leur premier album live, Live from Brixton Academy, proposant en audio le concert enregistré le 15 décembre 2004 à la Carling Brixton Academy. Le groupe accompagne ensuite Oasis pour une nouvelle tournée américaine s'achevant le 17 octobre au Forum Grimaldi de Monte-Carlo, pour la soirée caritative Fashion Rocks, organisée en faveur de l'association The Prince's Trust,. À la fin 2005, Kasabian s'est vendu à presque un million d'exemplaires dans le monde et est double disque de platine au Royaume-Uni, tout comme l'album live,.

### Empire(2006–2007)

#### Deuxième album dans la foulée
Dès la fin de l'année 2005, Sergio Pizzorno envoie ses démos à Jim Abbiss dans l'objectif d'enregistrer le prochain album de Kasabian. Alors que le groupe avait produit son premier album dans une ferme près de Rutland Water, les jeunes gens désirent changer de lieu pour le deuxième, d'abord parce qu'ils sont plus attendus et que le temps leur est compté par le label, mais aussi parce qu'ils souhaitent « trouver l'endroit le plus propice pour libérer leur créativité ». Ils prévoient alors de se rendre aux studios Rockfield, au pays de Galles, afin de commencer à mettre quelques pistes sur bande. Cependant, Chris Karloff s'est marié avec sa petite amie de New York au mois de novembre. Il vit désormais là-bas et ne se voit pas revenir au Royaume-Uni pour les nouvelles sessions. Karloff étant l'un des deux auteur-compositeurs de Kasabian, son départ surprend l'entourage de la formation, comme l'ancien batteur Ryan Glover ou les fans les plus assidus du Movement, sans que le grand public ne soit mis au courant dans l'immédiat. La nouvelle n'est annoncée officiellement que le 17 juillet,.

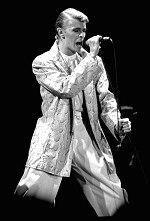
Pour la Coupe du monde de football de 2006, Kasabian fait une reprise de Heroes, chanson à succès de David Bowie en 1977.

Les attentes induites par le succès du premier album font peser une certaine pression sur les épaules des musiciens. Néanmoins, leur deuxième album est enregistré en environ quinze jours aux studios Rockfield, au cours du mois de février 2006. Le producteur vante leur professionnalisme et surtout leur créativité au cours de ces sessions puisque sur la douzaine de chansons voulues, ils en terminent rapidement la moitié et ils continuent malgré cela de produire de nouveaux morceaux en plus de ceux déjà composés et prêts à être enregistrés. Sous l'impulsion de Pizzorno et d'Abbiss, plusieurs artistes contribuent à la réalisation de ceux-ci : Joana Glaza, de Joana and the Wolf, chante sur Empire et des instrumentistes à cordes jouent sur Me Plus One.
Lors des Brit Awards 2006, ils sont de nouveau battus dans la catégorie « Meilleur groupe britannique », cette fois par les Kaiser Chiefs,. Leur popularité les amène à reprendre Heroes, chanson de David Bowie, pour le générique de la Coupe du monde de football de 2006 utilisé par le réseau de télévision ITV. Comme le quatuor passe beaucoup de temps en studio, il se rend compte que l'absence de Karloff et de sa guitare lui est préjudiciable, et demandent donc à Jay Mehler, membre du groupe Mad Action qui les a accompagné sur une de leurs précédentes tournées, de participer à l'album sur lequel ils travaillent. Le guitariste monte également sur scène avec Kasabian lors des différents festivals de l'été, ce qui suscite de nombreuses spéculations de la presse musicale, l'annonce officielle du départ de Karloff n'ayant pas encore été publiée. Après l'Oxegen le 8 juillet, et le T in the Park le 9, Kasabian publie le single Empire le 24 juillet. Il est élu single de la semaine par le NME et atteint la 9e place du classement britannique des ventes de singles,,.
Le mois d'août de Kasabian est chargé. Le groupe fait, dans un premier temps, la première partie des Rolling Stones pour leur tournée A Bigger Bang à Zurich et à Nice, avant de jouer sur la plage du Ibiza Rocks avec Noel Gallagher, à Édimbourg, à la Brixton Academy, à Dublin, avant d'enchaîner avec le V Festival, et Rock en Seine,. Puis, le 28, Empire, leur deuxième album studio, est mis en vente. Bien aidé par des critiques globalement positives, celui-ci débute à la première place du classement britannique des ventes d'albums,,. Après un passage à XFM et au KOKO en septembre, ils tournent la vidéo pour leur prochain single, Shoot the Runner, avec le duo français Alex and Martin. Ils poursuivent ensuite leur tournée aux États-Unis, participant notamment à l'émission Late Show with David Letterman, et reviennent au Royaume-Uni à la fin octobre pour la cérémonie des Q Awards 2006, où ils sont nommés dans deux catégories : « Meilleur album » et « Meilleur clip ». L'album et le single homonymes sont respectivement battus par Whatever People Say I Am, That's What I'm Not d'Arctic Monkeys et When You Were Young des Killers, retardant encore l'échéance de leur premier trophée,. En revanche, dans le même temps, le disque est certifié double disque de platine outre-Manche, disque de platine en Irlande et disque d'or en Australie, cumulant plus d'un million d'exemplaires vendus à travers le monde dont plus de 600 000 copies rien que dans leur pays d'origine.

#### Succession de festivals et de concerts
Début novembre, ils participent à un concert caritatif aux côtés de Noel Gallagher pour l'association Focus 12, qui lutte contre la drogue, avant d'effectuer de nombreuses émissions radiotélévisées (XFM, BBC Radio 2, Later... with Jools Holland et Top of the Pops 2) pour la sortie du single Shoot the Runner, le 6 novembre,. Celui-ci atteint la 14e place de l'UK Singles Chart, tandis que le DVD du clip de la chanson associé à celui d'Empire se classe premier du classement respectif. Le groupe retourne ensuite aux États-Unis pour une tournée de sept dates, du 13 novembre à Millvale en Pennsylvanie au 21 à Dallas au Texas,, avant d'enchaîner une série d'une dizaine de concerts au Royaume-Uni sur la fin de l'année.
Kasabian commence l'année 2007 par une nouvelle série de huit concerts au Japon du 6 au 14 janvier, puis par quelques dates en Australie et en Nouvelle-Zélande, notamment grâce au festival itinérant Big Day Out, du 18 janvier au 4 février. Leur retour au Royaume-Uni quelques jours plus tard coïncide avec la sortie du troisième et dernier single de l'album, Me Plus One,, qui atteint la 9e place des charts,. Cette période est également synonyme de première récompense pour le groupe. En effet, ils obtiennent enfin un trophée aux NME Awards dans la catégorie « Meilleur groupe sur scène », à défaut d'obtenir ceux du « Meilleur groupe britannique », du « Meilleur album » et du « Meilleur clip »,. En revanche, ils rentrent bredouille des Brit Awards (catégories « Meilleur groupe britannique » et « Meilleur groupe britannique sur scène »),.

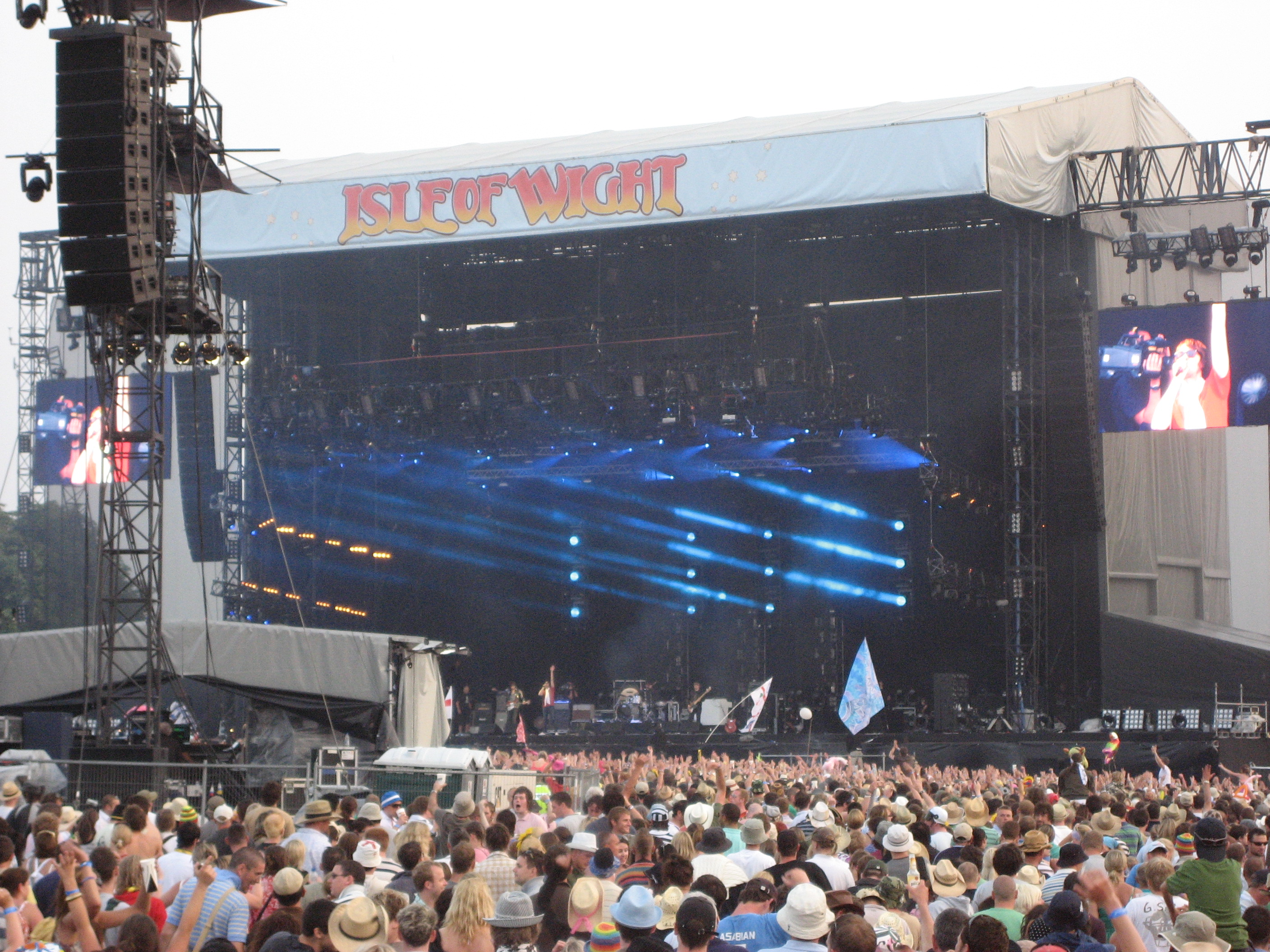
Kasabian au Festival de l'île de Wight en 2007.

Ils repartent ensuite en tournée en Europe pour se produire en Belgique, en Suisse, en Allemagne, en France, aux Pays-Bas et en Espagne au cours du mois de février. Le 29 mars, ils participent à la soirée donnée en faveur de la Teenage Cancer Trust (en) au Royal Albert Hall, qui réunit notamment Noel Gallagher, Shack, The Coral ou encore The Who. Le mois de mai voit le retour des festivals et donc de Kasabian sur scène, en commençant par le Green Energy Festival au château de Dublin le 5,, le Radio 1's Big Weekend à Preston le 19,, celui de l'île de Wight le 9 juin et le Glastonbury le 22,. À travers sa tournée européenne, le groupe découvre de nouveaux pays comme la Serbie, la Hongrie ou encore la Roumanie, avant de revenir à Londres pour l'unique représentation du Live Earth le 7 juillet, à Wembley. Ils poursuivent ensuite leur route jusqu'à la fin du mois : le T in the Park le lendemain, le Somerset House le 13, l'Ibiza Rocks les 16 et 17,, les Vieilles Charrues le 22, le Vodafone Live! le 26 et l'iTunes Festival le 31,,, avant de s'envoler pour le Japon pour se produire de nouveau lors du Summer Sonic Festival à Osaka et Tokyo,.
Après d'autres festivals au cours du mois d'août (Lowlands, V Festival, Musikfestwochen et Jersey Live), le groupe prépare sa rentrée avec un maxi, Fast Fuse, en édition limitée uniquement destiné aux fans. Pizzorno le produit intégralement chez lui sur son ordinateur afin « de montrer qu'ils sont en mouvement et qu'ils ne font pas que s'asseoir pour jouer à la PlayStation et regarder les Happy Days ». Ils échouent également de nouveau aux Q Awards dans la catégorie « Meilleur groupe sur scène », battus par Muse. La fin 2007 est avare en concerts, car en dehors du Planeta Terra le 10 novembre au Brésil, les membres de Kasabian commencent déjà à réfléchir à leur prochain album. Ils participent aussi à la vente aux enchères de soixante-deux guitares Gibson, dont l'objectif est d'obtenir des fonds pour la musicothérapie Nordoff-Robbins, The Prince's Trust et Teenage Cancer Trust.

### West Ryder Pauper Lunatic Asylum(2008–2010)

#### Vers une évolution musicale
Après le nouvel an célébré à Édimbourg,, le groupe se consacre alors à son futur album, que Sergio Pizzorno compose intégralement seul pour la première fois. Il en réalise également la production chez lui et dans le studio d'enregistrement du groupe, près d'Islington, dans le nord de Londres, pour l'arrivée de l'été. Satisfait, Sony BMG est prêt à publier le disque ainsi, mais Pizzorno, en perfectionniste, souhaite avoir l'avis d'une autre personne. Resté discret jusque-là, le groupe participe néanmoins à quelques festivals estivaux (le Fuji Rock au Japon et le Pentaport Rock en Corée du Sud les 25 et 27 juillet,) et organise même une mini-tournée au Royaume-Uni du 12 au 29 août, qui s'achève par le Connect Music Festival à Loch Fyne, en Écosse. Avant cette série de concerts, Pizzorno se rend à San Francisco avec ses chansons, des démos et des échantillons de sons pour avoir l'avis de Dan the Automator (Handsome Boy Modeling School, Deltron 3030, Lovage, Gorillaz) sur le futur album. Les deux musiciens procèdent à quelques retouches (avec le recul, Pizzorno estime que l'album était « achevé à 70 % avant leur échange »), notamment en mettant plus en avant la voix de Tom Meighan et en « donnant plus de volume aux chansons ». La dernière apparition publique de Kasabian en 2008 se fait finalement lors de concerts acoustiques de charité organisés le 14 novembre par Little Noise Sessions (en) à l'Union Chapel d'Islington,.

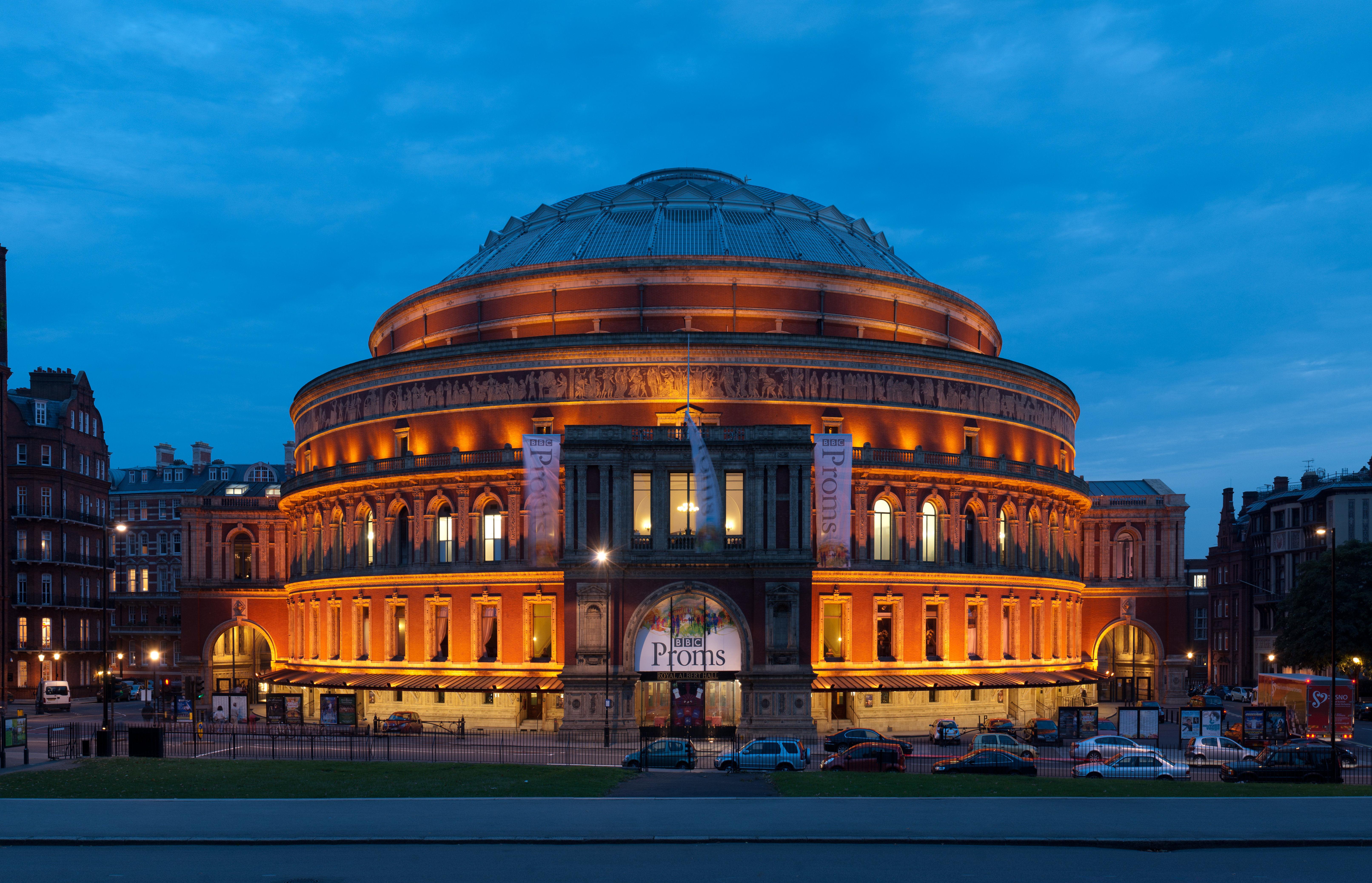
Le Royal Albert Hall, lieu des concerts annuels du Teenage Cancer Trust.

Le groupe ne remonte sur scène qu'à la fin du mois de mars 2009, dont un pour Teenage Cancer Trust le 27, au Royal Albert Hall, comme ils l'avaient déjà fait en 2007,. Le 31, ils mettent à disposition, pour quatre jours, le morceau Vlad the Impaler en téléchargement gratuit sur leur site officiel en guise d'aperçu du futur album. Ils rendent alors visite à différentes stations de radio européennes (BBC Radio 1, OÜI FM et Virgin Radio notamment) dans le but de présenter quelques chansons de leur prochain opus en avril et en mai. Le 1er juin, Fire, premier single de leur troisième album studio, est mis en vente sur les différentes plates-formes de téléchargement de musique telles Amazon ou iTunes, avant d'être disponible dans les magasins le lendemain,. La chanson se classe en 3e position des ventes et y reste vingt semaines. La semaine suivante, le 8 juin, West Ryder Pauper Lunatic Asylum suit la même trajectoire et entre directement à la 1re place du classement britannique des ventes d'albums mais ne l'occupe que deux semaines, car l'album est délogé par la compilation Number Ones de Michael Jackson, à la suite de la mort de celui-ci le 25 juin,. 
Kasabian se lance alors dans une tournée à travers le Royaume-Uni tout au long de l'été, incluant trois soirs au De Montfort Hall de Leicester, une date au Millennium Stadium de Cardiff et deux soirées à la Brixton Academy, mais aussi des passages au Glastonbury Festival, à l'iTunes Festival et au Summer Sonic à Tokyo et Osaka,. Leur performance lors de ce second festival est publiée sous forme d'EP par la plateforme Apple à partir du 4 août, précédant d'une dizaine de jours la sortie du second single de West Ryder Pauper Lunatic Asylum, Where Did All the Love Go?, celui-ci ne dépassant pas la 30e place des charts. Avec un détour par Kuala Lumpur, en Malaisie, le groupe entame une tournée européenne de la fin août à début novembre, qui passe en Autriche, aux Pays-Bas, en Allemagne, en Italie, en Irlande et en France, puis enchaîne avec une nouvelle série de dix concerts dans des arénas du Royaume, du 10 au 23 novembre.

#### Consécration avec un troisième album
Bien que ce soit le premier album intégralement composé par Pizzorno, (Chris Karloff ayant participé à trois chansons de Empire), son succès n'en est pas moindre pour autant. En effet, globalement apprécié de la critique, il fait partie de la liste des disques postulant pour le Mercury Music Prize de l'année, le groupe étant aussi nommé pour les Q Awards dans les catégories « Meilleur album », « Meilleur groupe sur scène » et « Meilleure chanson » pour Fire,, et ne remportant que la première. Ce troisième album studio figure également parmi les meilleurs albums de l'année 2009 dans le vote d'iTunes UK, finalement battu par Only by the Night de Kings of Leon, et est en 11e position des « 50 meilleurs albums de 2009 » du NME. Avec plus de 372 000 exemplaires écoulés, Fire occupe la 12e position de son équivalent, tandis que le troisième morceau tiré de l'album, Underdog, sorti le 26 octobre, prend la 32e place. En termes de certifications, West Ryder Pauper Lunatic Asylum égale ses prédécesseurs, puisqu'il est double disque de platine outre-Manche, disque de platine en Irlande et disque d'or en Australie.

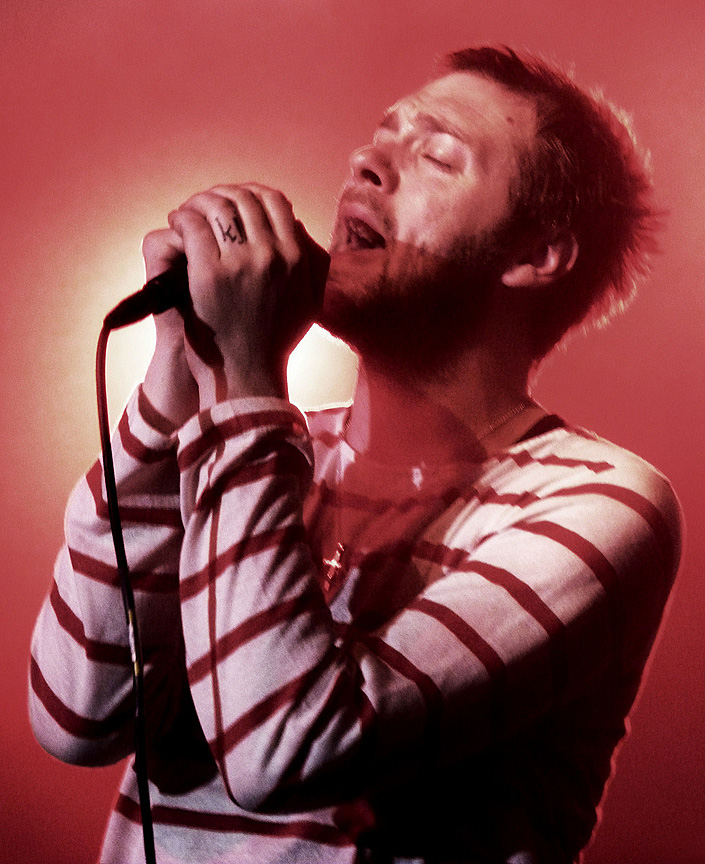
Tom Meighan, à Terville le 2 juin 2010, en Moselle.

2010 débute par un concert au Nippon Budokan de Tokyo le 7 janvier et le Big Day Out, festival itinérant en Australie. Le groupe fait ensuite son retour en Europe au mois de février, se produisant aux Pays-Bas, en France (l'Olympia de Paris, La Laiterie de Strasbourg, L'Aéronef de Lille et L'Usine d'Istres), en Italie et au Royaume-Uni. Le 16 février, le lendemain de la sortie du quatrième et dernier single Vlad the Impaler, Kasabian participe à un concert caritatif pour les enfants victimes de la guerre, le War Child Event (en), avec un certain nombre d'artistes présents lors de la cérémonie des Brit Awards, qui a eu lieu plus tôt dans la soirée, dont Calvin Harris. Ils y obtiennent d'ailleurs un des deux trophées pour lesquels ils étaient nommés, celui du « Meilleur groupe britannique » (Lungs de Florence and the Machine remporte celui du « Meilleur album »),. Quelques jours plus tard, le groupe, via West Ryder Pauper Lunatic Asylum, est récompensé des NME Awards du « Meilleur album » et de la « Meilleure pochette d'album », n'obtenant pas ceux du « Meilleur groupe britannique », du « Meilleur groupe sur scène » et du « Meilleur clip » pour Fire,.
Avec l'arrivée de l'été, ils repartent en tournée de fin mai à fin août enchaînant concerts et festivals. Ils participent ainsi au Pinkpop le 28 mai, au Rock am Ring le 4 juin, font la première partie de Muse à San Siro (Milan) et au Stade de France (Saint-Denis) les 8 et 12,,, se produisent aux Solidays le 25, aux Eurockéennes de Belfort le 2 juillet, au Festival de Roskilde le 4, au T in the Park le 11, et à Benicàssim le 15,. Kasabian est de nouveau récompensé au mois de juin lors des MOJO Awards pour la « Chanson de l'année » avec Fire, mais échoue dans les catégories « Meilleur album » et « Meilleur groupe sur scène ».
Le groupe s'envole ensuite pour une mini-série de cinq dates du 22 au 28 juillet en Australie, avant d'ouvrir début août pour U2 au Stadio Olimpico de Turin, à la Commerzbank-Arena de Francfort et à l'AWD-Arena de Hanovre lors de leur tournée U2 360° Tour. Kasabian conclut alors l'été par quelques festivals (le Sziget Festival en Hongrie, le Belsonic en Irlande et le V Festival à Londres notamment,) et un concert à la Brixton Academy le 19 août. Lors des Q Awards, au mois d'octobre, ils sont nommés dans deux catégories : « Meilleur artiste au monde » et « Meilleur artiste sur scène », mais ne remportent que la première,.

### Consécration britannique (depuis 2011)

#### Dans la continuité avecVelociraptor!
Kasabian travaille sur son quatrième album dès la fin de l'année 2010. Comme pour West Ryder Pauper Lunatic Asylum, Sergio Pizzorno compose et produit dans un premier temps les chansons dans son studio chez lui (The Sergery), à Leicester, et dans un manoir près de Reading. Le groupe se rend ensuite à la Glue Factory de San Francisco pour mixer les morceaux avec Dan the Automator. Bien que certains titres soient achevés dès novembre 2010, notamment La Fée Verte (The Green Fairy selon les versions) qui apparaît sur la musique du film London Boulevard, le quatuor et le producteur ne terminent l'opus qu'au cours du mois de mai 2011, la discrétion autour de celui-ci étant de mise. Kasabian ne remonte sur scène que début juin, et joue en avant-première les chansons Velociraptor! et Switchblade Smiles,,. Présentée sur la BBC Radio 1 lors de l'émission de Zane Lowe le 7 juin, cette dernière est ensuite mise à disposition gratuitement en écoute sur leur site officiel et leur page Facebook.

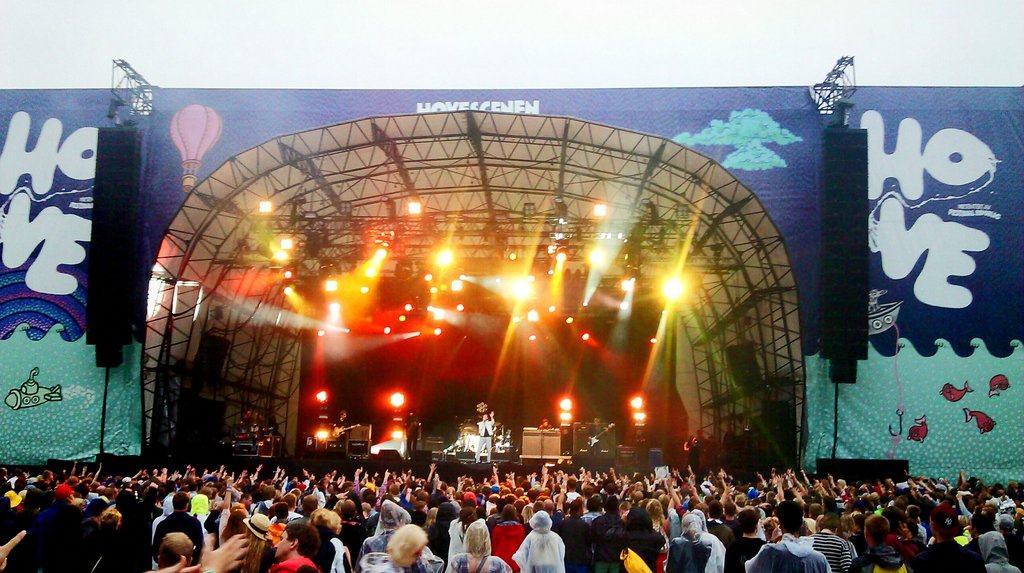
Kasabian au Hovefestivalen le 29 juin 2011.

Le groupe se lance alors dans une tournée de festivals autour de l'Europe : le RockNess à Dores (Écosse) le 10 juin, le festival de l'île de Wight à Newport (Angleterre) le 12, le Dcode Festival à Madrid (Espagne) le 25, l'Hovefestivalen à Arendal (Norvège) le 29, le BBK Festival à Bilbao (Espagne) le 8 juillet, l'iTunes Festival le 29 à Londres (Angleterre) et d'autres jusque fin août. Le 22 juillet, Days Are Forgotten est diffusé pour la première fois par la BBC, en prévision de sa sortie en single. Le 5 septembre, pour récompenser leurs fans et promouvoir leur album à venir, ils donnent un petit concert à bord d'un Boeing 747 de 250 personnes sur l'aérodrome de Bruntingthorpe, diffusé en direct sur la plate-forme de musique en ligne Vevo, où ils jouent en avant-première Re-Wired en plus des trois morceaux déjà dévoilés. Le premier single, Days Are Forgotten, sort le 12, obtenant à son meilleur une 28e place du classement britannique des ventes de singles.
Une semaine plus tard, Velociraptor! est publié au Royaume-Uni, recevant de très bonnes critiques de la part de la presse, avec un score de 79 % sur Metacritic, soit le meilleur de Kasabian. Loué pour son évolution musicale et déclaré comme répondant aux attentes par le NME, cette impression se confirme aussi par les ventes, puisqu'il débute directement à la première place du classement britannique des ventes d'albums, où il s'est vendu à plus de 94 000 copies dès la première semaine. Il figure également en bonne place dans les classements de plusieurs autres pays, dont l'Écosse, l'Irlande, l'Australie et la France. Grâce à ses bonnes ventes, le quatrième opus du groupe suit la lignée de ses prédécesseurs, étant disque d'or outre-Manche et en Pologne.
Afin d'en assurer la promotion, ils participent à plusieurs émissions de radio et de télévision dans différents pays européens, dont Later... with Jools Holland sur la BBC Two le 27 septembre. Malgré la réussite de Velociraptor!, le groupe ne conserve pas son titre de « Meilleur artiste au monde » lors des Q Awards 2011, détrôné par Coldplay. Après un très court passage en Australie, le 5 octobre à Melbourne et une soirée à l'O2 Academy de Leicester le 26, ils enchaînent avec une série de concerts en Europe, dont un au Zénith de Paris le 22 novembre. Deux jours plus tôt, le second single de l'album, Re-Wired, fait sa sortie dans la discrétion, Kasabian entamant une grande tournée des arénas du Royaume-Uni du 28 novembre au 14 décembre, Miles Kane se chargeant de la première partie.
Tandis que Pizzorno et Meighan figurent parmi les « 10 personnalités les plus cools de 2011 » du NME et que Velociraptor! rate le trophée de la « Meilleure illustration », le groupe clôt 2011 par un concert intitulé NYE: RE-WIRED lors de la Saint-Sylvestre à l'O2 de Londres. Cette soirée de transition vers 2012 est également diffusée en streaming sur YouTube. Ils commencent alors 2012 par une petite tournée de cinq dates au Japon, avant de s'envoler pour l'Océanie et le Big Day Out, festival itinérant en Australie et en Nouvelle-Zélande. Après un concert à Singapour le 8 février, un à Dubaï le 10 et un passage le 13 à New York pour l'émission Late Show with David Letterman, Kasabian décroche le titre de « Meilleur groupe britannique » lors des NME Awards,, n'ayant pas autant de succès dans les catégories « Meilleur groupe sur scène » et « Meilleur moment musical de l'année » pour le NYE: RE-WIRED lors de cette même cérémonie, et échouant aussi à obtenir le même trophée lors des Brit Awards,.
Avec la sortie du troisième single, Goodbye Kiss, le 19 février, ils remontent sur scène dans un premier temps en Europe jusque début mars, puis en Amérique du Nord jusque fin avril et la tenue du Coachella,. Après un mois de repos et la publication du quatrième et dernier single de l'album, Man of Simple Pleasures, le groupe revient pour les différents festivals européens de l'été : Rock am Ring le 1er juin, Radio 1's Big Weekend le 23, T in the Park le 8 juillet, et les Reading and Leeds Festivals les 25 et 26 août entre autres,. Alors que le 30 mai, un certain nombre de cinémas diffusent sur leurs écrans le concert de Kasabian du 15 décembre 2011 à l'O2 de Londres, le spectacle donné le jour de l'anniversaire de Pizzorno est également vendu dans une édition limitée à 5 000 exemplaires intitulée Live!,. L'automne les voit renoncer à leur tournée en Amérique latine qui incluaient des concerts au Chili, en Argentine, au Brésil et au Mexique à cause d'une maladie touchant Sergio Pizzorno, l'empêchant de prendre l'avion. Ils achèvent 2012 par une soirée à Moscou le 22 novembre et une à Bruxelles le 24.

#### Arrivée d'un cinquième album
Le groupe travaillant déjà sur son futur cinquième album studio, Kasabian reste discret au début de l'année 2013, ne donnant que peu d'informations sur l'enregistrement de celui-ci. À la fin février, ils sont malgré tout de nouveau en course dans la catégorie du « Meilleur groupe britannique » pour les NME Awards, mais sont battus par Biffy Clyro. Les rares concerts donnés le sont pour Teenage Cancer Trust : le 19 mars à Doncaster et le 20 à Plymouth, avant de participer à la réunion annuelle de l'association au Royal Albert Hall le 22 à Londres. Jay Mehler — guitariste sur les tournées depuis 2006 pour pallier le départ de Chris Karloff, puis également en studio depuis 2010 — profite de cette période pour annoncer qu'il rejoint Beady Eye, le groupe de Liam Gallagher. Les quatre membres restants se produisent alors avec parcimonie, ne lui trouvant pas de remplaçant : le weekend du 3 au 5 avril à Munich pour le Snowbombing, et une soirée gratuite à la Piazza del Duomo de Milan le 30 mai.
Alors que Sergio Pizzorno, puis Tom Meighan évoquent de plus en plus le nouvel opus du groupe dans la presse, Kasabian participe à quelques festivals estivaux, dont le Hard Rock Calling (en) le 29 juin, qui se tient pour la première fois dans le tout nouveau parc olympique de Londres construit pour les Jeux Olympiques de l'année précédente. À l'automne 2013, le groupe annonce qu'ils seront au Parc Victoria (en) de Leicester le 21 juin 2014 pour donner un concert célébrant le dixième anniversaire de la sortie de leur premier album. Cet événement sera l'occasion pour eux d'y jouer à la fois leurs principaux titres, mais aussi de nouvelles chansons qui proviennent de leur futur disque, dont la sortie est prévue pour l'été. 48:13 sort le 9 juin 2014.
Lors des NME Awards 2015, Kasabian remporte trois trophées (« Meilleur groupe britannique », du « Meilleur album » et de la « Meilleure citation ») sur leurs neuf nominations,. Au cours de cette soirée, Meighan et Pizzorno annoncent ne pas encore travailler sur un prochain album, mais le premier décrit que le son de celui-ci sera « comme un nouveau-né ».

#### Annonce d'un sixième album
Dans l'édition du mois d'août du magazine Q, Sergio Pizzorno et Tom Meighan annoncent la sortie de leur prochain album pour l'automne 2016, ainsi qu'un retour aux sources et des influences telles que Bruce Springsteen, Public Enemy et The Stooges. Les premiers titres connus sont 24/7, You're in Love with a Psycho, All Through the Night, Good Fight, Comeback Kid et Put Your Life on It. Cette dernière est jouée pour la première fois lors des concerts du groupe au King Power Stadium de Leicester les 28 et 29 mai. L'album For Crying Out Loud sortira dans les bacs le 28 avril 2017.

### Départ de Tom Meighan (2020)
Le 6 juillet 2020, Kasabian annonce sur sa page Facebook que Tom Meighan quitte le groupe pour un temps : « Tom Meighan is stepping down from Kasabian by mutual consent. Tom has struggled with personal issues that have affected his behaviour for quite some time and now wants to concentrate all his energies on getting his life back on track. We will not be commenting further. » Ce départ est confirmé définitivement le 07 juillet 2020 et fait suite aux poursuites lancées contre Tom Meighan lui reprochant l'agression de son ex-fiancée, Vikki Ager.

## Style musical et influences

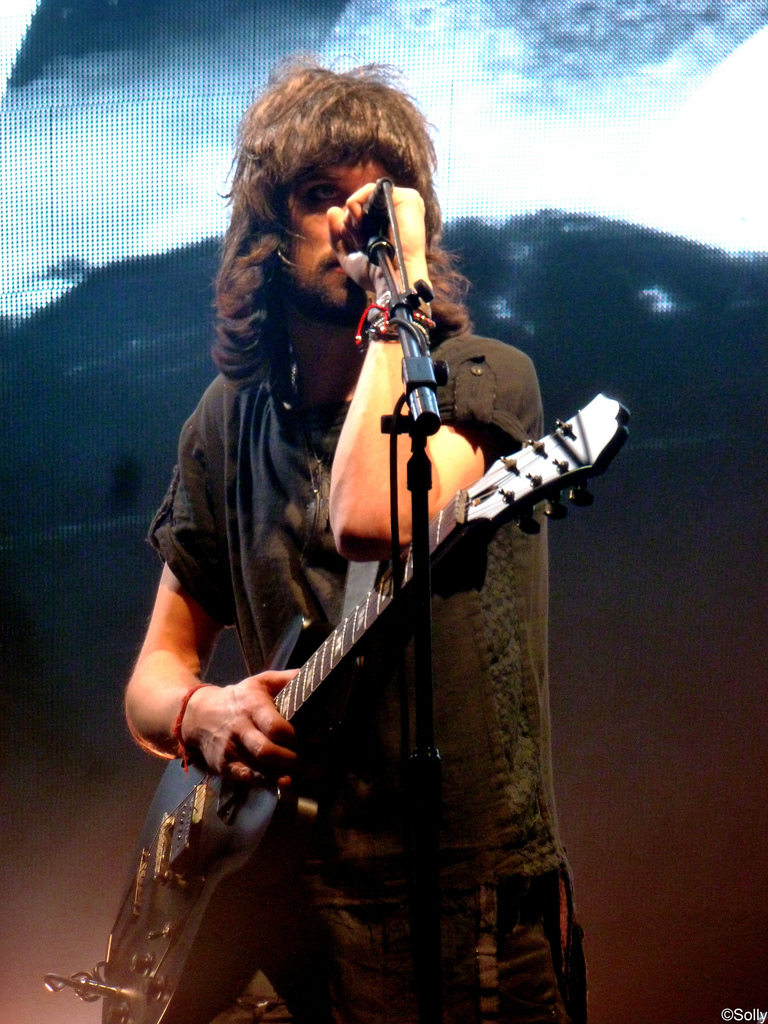
Après le départ de Chris Karloff, Sergio Pizzorno est le seul compositeur et guitariste de Kasabian, prenant également le micro sur certaines chansons du groupe.

Considéré comme le successeur d'Oasis et même adoubé par les frères Gallagher, Kasabian est souvent comparé au groupe de Manchester pour sa musique et sa prétention. Ce sont d'ailleurs leurs idoles et leurs débuts sont fortement marqués par les reprises de leurs ainés. Il faut attendre les premières compositions de Sergio Pizzorno et Chris Karloff pour voir leurs morceaux s'inspirer des Beatles et des Who, mais surtout des Happy Mondays et des Stones Roses, groupes fondateurs du madchester, par la suite,. Cherchant encore leur orientation musicale à leurs débuts, les membres du groupe ont profité de cette période pour s'imprégner d'autres genres et explorer ainsi de nouvelles voies : funk et musique électronique, mais aussi les westerns spaghettis de Sergio Leone, et notamment la Trilogie du dollar.
Sur leur premier album studio, bien que le son rappelle Oasis et plus généralement la vague britpop, l'influence des Chemical Brothers et de Primal Scream est ainsi également fortement présente,. Dans la lignée des Stone Roses et du madchester, celui-ci propose un mélange de rock progressif des années 1960 avec des riffs au clavier, du rock indépendant, des refrains aguicheurs et quelques sons electro, comme les Chemical Brothers ou Doves l'avaient fait avant,,. Le deuxième album, Empire, reste dans la continuité du premier mais prend plus racine dans les années 1970 avec Led Zeppelin ou Black Sabbath, abandonnant le croisement rock-dance au profit du metal et du glam rock. Le son y est aussi plus sophistiqué et complet, s'approchant de Sticky Fingers et Exile on Main St., des Rolling Stones,.
La sortie de West Ryder Pauper Lunatic Asylum, le troisième album studio, marque en revanche un tournant dans leur musique : « ils en ont fini avec le rock pour garçons d'Oasis » et proposent un album qui tient plus de Their Satanic Majesties Request des Stones que de Sgt. Pepper's Lonely Hearts Club Band des Beatles. Kasabian utilise désormais plus de riffs explosifs, de refrains mélodieux, de tempos rapides et d'interludes acoustiques psychédéliques,. Ce disque aux influences krautrock et aux orchestrations à la Ennio Morricone « amène le groupe vers de nouveaux horizons », que l'on retrouve sur Velociraptor!, le quatrième opus. « Plus direct », il offre « refrains destructeurs, beats percutants, testostérone de hooligans » et une variation de musique allant du rock indépendant à l'electronica en passant par la dance, le psychédélique et le garage rock,.
Avec ces quatre albums et des prestations scéniques souvent positivement remarquées, les membres de Kasabian semblent s'être écartés de leur modèle, évoluant dans un registre « plus Beatles qu'Oasis » et que l'on annonce désormais comme « l'avenir de la britpop »,. La proximité entre le groupe et les frères Gallagher reste néanmoins très forte, puisque Noel a même espéré les rejoindre à la fin 2011,, tandis que Jay Mehler, guitariste additionnel sur scène depuis 2006 puis en studio à partir de 2010, a rejoint Beady Eye, la formation de Liam, en mars 2013.
En plus de l'influence de Slade sur Empire et The Green Fairy,, des Kinks avec Thick As Thieves et West Ryder/Silver Bullet ou de Jean Michel Jarre (I Hear Voices), ils peuvent également s'appuyer sur un répertoire complet constitué de ballades (Thick As Thieves et Happiness), de quelques chansons pop comme Me Plus One, de sonorités provenant du Moyen-Orient avec Acid Turkish Bath, de la présence d'un chœur gospel sur Fire et Happiness ou encore de passages hip-hop sur Take Aim, touches apportées par le producteur Dan the Automator. Le chant est généralement assuré par Tom Meighan, dont la voix est tantôt « litanique », tantôt soul, tel Mick Jagger, mais en de rares occasions, Pizzorno prend le micro pour le remplacer, comme sur la ballade acoustique British Legion. Pour certains, cela va même plus loin puisqu'ils sont comparés à Jagger et Richards à leur meilleure époque, Meighan pour sa prestance sur scène et Pizzorno pour son talent dans l'écriture de chansons, au point qu'ils estiment « le groupe capable de publier un Dark Side of the Moon moderne ».

## Distinctions
Depuis le début de sa carrière, Kasabian a obtenu onze récompenses pour quarante-cinq nominations, dont un Brit Awards en 2010 dans la catégorie « Meilleur groupe britannique », un MOJO Awards la même année dans la catégorie « Chanson de l'année » pour Fire, sept NME Awards (en 2007 dans la catégorie « Meilleur groupe britannique sur scène », en 2010 dans les catégories « Meilleur album » et « Meilleure pochette d'album » pour West Ryder Pauper Lunatic Asylum, en 2012 dans la catégorie « Meilleur groupe britannique » et en 2015 dans les catégories « Meilleur groupe britannique », « Meilleur album » pour 48:13 et « Meilleure citation ») et deux Q Awards : en 2009 dans la catégorie « Meilleur album » pour West Ryder Pauper Lunatic Asylum et en 2010 dans la catégorie « Actuel meilleur groupe ».
En dehors du dernier album live, les disques de Kasabian sont tous certifiés au Royaume-Uni. Ainsi, les trois premiers albums studio et le premier album live sont double disque de platine, tandis que le quatrième album studio est disque de platine et le cinquième disque d'or. Les albums Empire et West Ryder Pauper Lunatic Asylum sont aussi disque de platine en Irlande, et disque d'or en Australie,, Velociraptor! étant disque d'or en Pologne.

## Membres
| - Sergio Pizzorno : guitare, synthétiseur, chœurs (depuis 1997) - Chris Edwards : basse (depuis 1997) - Ian Matthews : batterie, percussions (2001, depuis 2004) - Ben Kealey (depuis 2006) : clavier - Gary Alesbrook (depuis 2006) : trompette | - Tom Meighan : chant (1997-2020) - Jay Mehler : guitare (sur les tournées depuis 2006 et en studio de 2010 à mars 2013) - Chris Karloff : guitare, basse, synthétiseur, électronique (1997-2006) - Daniel Ralph Martin : batterie, percussions (2003) - Mitch Glover : batterie, percussions (2003, 2004) - Ryan Glover : batterie, percussions (2003-2004) |

## Discographie

### Albums studio
- 2004 : Kasabian (RCA Records)
- 2006 : Empire (Sony Music Entertainment)
- 2009 : West Ryder Pauper Lunatic Asylum (Columbia Records)
- 2011 : Velociraptor! (Columbia Records)
- 2014 : 48:13 (Columbia Records)
- 2017 : For Crying Out Loud (Columbia Records)
- 2022 : The Alchemist's Euphoria (Sony Music Entertainment)
- 2024 : Happenings (Sony Music Entertainment)

### Albums live
- 2005 : Live from Brixton Academy (RCA Records)
- 2012 : Live! (Eagles Records)

### Ouvrages
- (en) Joe Shooman, Kasabian : Sound, Movement & Empire, Independent Music Press, 24 avril 2008, 176 p. (ISBN 190619100X et 978-1906191009)

1. ↑  Shooman 2008, p. 15
2. ↑  Shooman 2008, p. 16-17
3. 1 2  Shooman 2008, p. 19
4. 1 2 3  Shooman 2008, p. 20
5. 1 2  Shooman 2008, p. 21
6. ↑  Shooman 2008, p. 22-23
7. ↑  Shooman 2008, p. 24
8. ↑  Shooman 2008, p. 25
9. 1 2  Shooman 2008, p. 27
10. ↑  Shooman 2008, p. 30
11. ↑  Shooman 2008, p. 31
12. ↑  Shooman 2008, p. 32
13. 1 2  Shooman 2008, p. 33
14. ↑  Shooman 2008, p. 36-37
15. 1 2  Shooman 2008, p. 39
16. ↑  Shooman 2008, p. 42-43
17. ↑  Shooman 2008, p. 47
18. 1 2  Shooman 2008, p. 52-53
19. ↑  Shooman 2008, p. 54-55
20. ↑  Shooman 2008, p. 56-57
21. ↑  Shooman 2008, p. 58-59
22. ↑  Shooman 2008, p. 60
23. ↑  Shooman 2008, p. 62-63
24. ↑  Shooman 2008, p. 65
25. ↑  Shooman 2008, p. 66-67
26. ↑  Shooman 2008, p. 68-69
27. ↑  Shooman 2008, p. 70-71
28. ↑  Shooman 2008, p. 73
29. ↑  Shooman 2008, p. 74-75
30. ↑  Shooman 2008, p. 80-81
31. ↑  Shooman 2008, p. 83
32. ↑  Shooman 2008, p. 84-85
33. ↑  Shooman 2008, p. 91
34. ↑  Shooman 2008, p. 92
35. ↑  Shooman 2008, p. 93-94
36. ↑  Shooman 2008, p. 95
37. ↑  Shooman 2008, p. 96
38. 1 2  Shooman 2008, p. 97
39. ↑  Shooman 2008, p. 99
40. ↑  Shooman 2008, p. 100-101
41. 1 2  Shooman 2008, p. 113
42. 1 2  Shooman 2008, p. 102
43. ↑  Shooman 2008, p. 103
44. ↑  Shooman 2008, p. 106-108
45. 1 2  Shooman 2008, p. 111-112
46. 1 2  Shooman 2008, p. 114-115
47. 1 2  Shooman 2008, p. 116-117
48. ↑  Shooman 2008, p. 121
49. 1 2  Shooman 2008, p. 122-123
50. ↑  Shooman 2008, p. 124-125
51. ↑  Shooman 2008, p. 126-127
52. ↑  Shooman 2008, p. 128-129
53. 1 2  Shooman 2008, p. 131
54. ↑  Shooman 2008, p. 132-133
55. ↑  Shooman 2008, p. 134-136
56. 1 2  Shooman 2008, p. 146-147
57. ↑  Shooman 2008, p. 137-139
58. ↑  Shooman 2008, p. 140-141
59. ↑  Shooman 2008, p. 142-143
60. 1 2  Shooman 2008, p. 145
61. 1 2  Shooman 2008, p. 148-149
62. ↑  Shooman 2008, p. 150-151
63. 1 2 3  Shooman 2008, p. 152-153
64. 1 2  Shooman 2008, p. 154
65. ↑  Shooman 2008, p. 155
66. 1 2  Shooman 2008, p. 156-157
67. 1 2 3 4 5  Shooman 2008, p. 158-159
68. 1 2 3  Shooman 2008, p. 160-161
69. 1 2  Shooman 2008, p. 162-163
70. 1 2  Shooman 2008, p. 164-165
71. ↑  Shooman 2008, p. 28
72. ↑  Shooman 2008, p. 168
73. ↑  Shooman 2008, p. 170